# 가가미촌 (고치현)
가가미촌(일본어: 鏡村)은 일본 고치현 도사군에 존재했던 촌이다.

## 지리
고치현 중앙부에 위치하며 고치시 중심부에서 약 11㎞ 정도 거리이며, 도사야마촌 다음으로 고치현 현청 소재지에서 가까운 마을이다.

## 역사
- 1889년 4월 1일 - 정촌제 시행에 의해 11개촌을 중심으로 구역을 확장하여 가가미촌이 성립하였다.
- 1928년 4월 1일 - 주로쿠촌의 일부를 편입하였다.
- 2005년 1월 1일 - 고치시에 편입되었다. 동일 가가미촌은 폐지되었다.

## 교통
가가미촌의 교통은 주로 두개의 주요 지방도가 지나고 있을 뿐이다.고치시 중심부와 가가미 촌사무소 사이는 현 교통의 노선버스로 연결되어 있다(12시간에 1대 정도).

## 참고 문헌
- 角川日本地名大辞典編纂委員会, 『角川日本地名大辞典 39 高知県』1983, 角川書店